# St. Martin (Flinsberg)

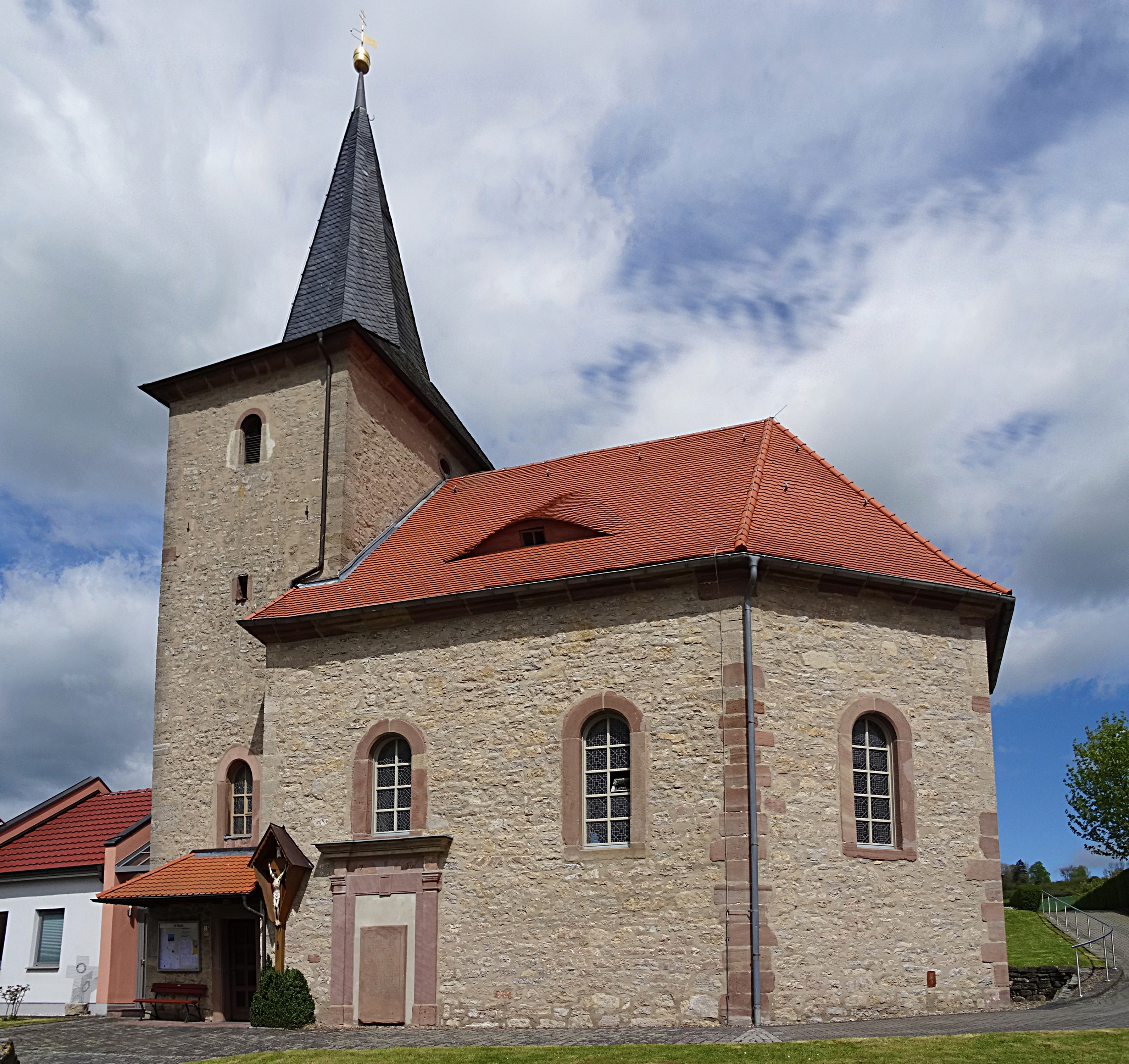
Römisch-Katholische Kirche St. Martin in Flinsberg

Die römisch-katholische Filialkirche St. Martin steht in Flinsberg im thüringischen Landkreis Eichsfeld. Sie ist Filialkirche der Pfarrei St. Gerhard Heilbad Heiligenstadt im Dekanat Heiligenstadt des Bistums Erfurt. Sie trägt das Patrozinium des heiligen Martin von Tours.

## Geschichte

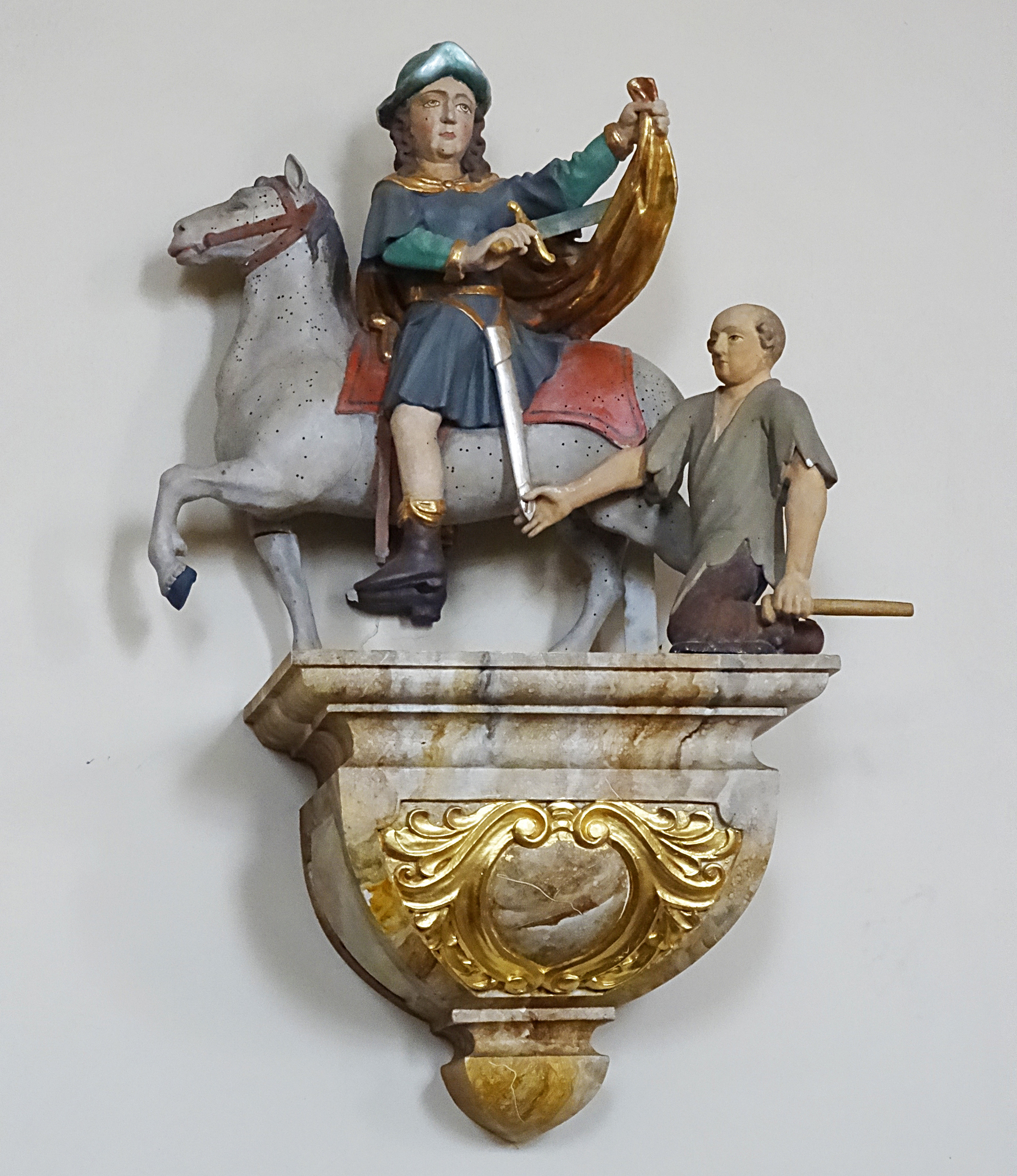
St.-Martin-Figur

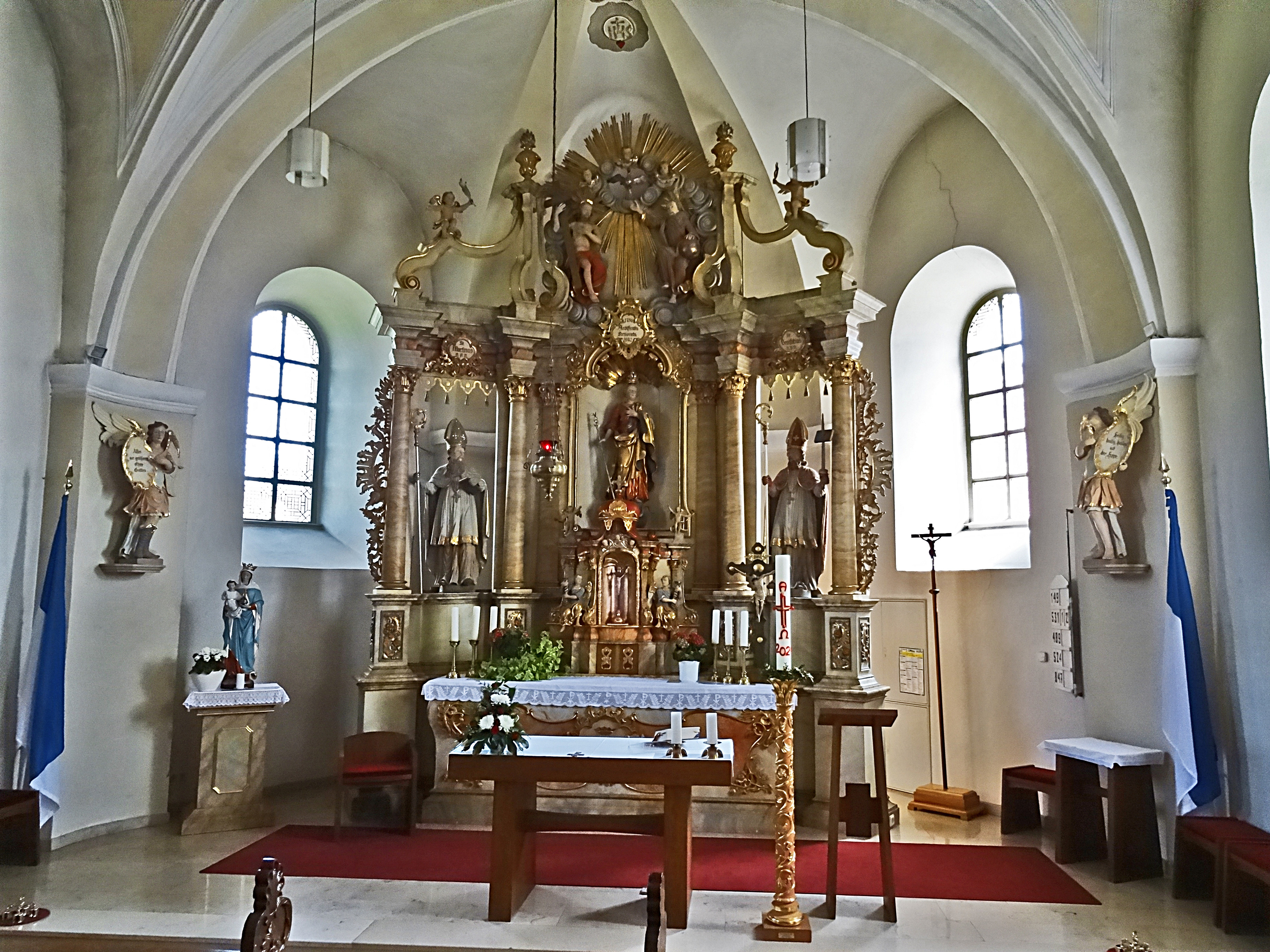
Innenraum

Die Vorgängerkirche stammte aus dem Jahr 1555, von ihr ist nur noch der Turm erhalten. Erbaut wurde die heutige Kirche unter Pfarrer Johannes Christian Rinck. Der Grundstein wurde am 21. Mai 1756 durch den Geistlichen Kommissarius Franz Huth gelegt. Der Neubau wurde hauptsächlich durch die Gemeindemitglieder finanziert. Der leitende Baumeister war Franz Wucherpfennig, der auch die Kirche St. Sergius und Bacchus in Kreuzebra und St. Nikolaus in Heuthen baute.

## Glocken
Die Kirche hat drei Glocken, eine ist Papst Johannes XXIII. gewidmet.